# Nemanja Protić
Nemanja Protić (serbisch-kyrillisch Немања Протић; * 13. August 1986 in Čačak, SR Serbien) ist ein serbischer Basketballspieler. Neben Vereinen in seiner serbischen Heimat spielte Protić bereits für Vereine aus der Ukraine, Russland, Türkei und Bulgarien. In der Basketball-Bundesliga 2010/11 spielte Protić auch kurzzeitig für den deutschen Erstligisten EWE Baskets Oldenburg. Seit Jahresende 2013 spielt Protić für den montenegrinischen Serienmeister KK Budućnost aus Podgorica.

## Karriere
Der aus Čačak, wo viele bekannte serbische Basketballspieler, angeführt von Dragan Kićanović und Željko Obradović, geboren wurden, stammende Protić startete seine Karriere beim heimischen Klub KK Borac. Nach der Saison 2005/06 wechselte er in die serbische Hauptstadt Belgrad zum ABA-Liga-Sieger FMP Železnik, mit dem er 2007 den serbischen Pokalwettbewerb gewann. 2009 gewann er mit der serbischen Studentenauswahl die Goldmedaille bei der Sommer-Universiade 2009 in Belgrad. Nach der Saison 2009/10, in der FMP Železnik noch einmal das nationale Pokalfinale erreichte und verlor, wurde er vom bosnisch-serbischen Trainer Predrag Krunić in die deutsche Basketball-Bundesliga zu den EWE Baskets aus Oldenburg geholt. Beim deutschen Meister von 2009 konnte sich Protić jedoch nicht durchsetzen und sein Vertrag wurde vorzeitig im Dezember 2010 beendet.
Protić wechselte daraufhin in die Basketball Superliga Ukraine, wo er für drei Monate bis Mitte Februar 2011 bei Chimik aus Juschne spielte, bevor er zu Saisonende nach Russland zum Verein aus Nischni Nowgorod wechselte, wo er in der Folge mit seinen Landsleuten Ivan Paunić und Boban Marjanović zusammenspielte. In der Saison 2011/12 erreichte man in den internationalen Wettbewerben EuroChallenge 2011/12 und VTB United League 2011/12 jeweils das Achtelfinale beziehungsweise die Runde der 16 besten Mannschaften, doch in der nationalen PBL 2011/12 reichte es nach lediglich drei Saisonsiegen nur zum neunten und vorletzten Tabellenplatz. Zu Beginn der Saison 2012/13 spielte Protić in der Türkiye Basketbol Ligi für Olin aus Edirne. Nach drei Einsätzen zu Saisonbeginn verließ er den Verein wieder und wurde durch seinen Landsmann Branislav Ratkovica ersetzt. Im Februar 2013 hatte Protić vier Einsätze für seinen Stammverein KK Borac in der Košarkaška liga Srbije. Zum Saisonende spielte er zusammen mit seinen Landsleuten Marko Marinović und Mladen Pantić bei Lewski Sofia in Bulgarien. In der Balkan League verlor man das Finalspiel gegen Hapoel Gilboa Galil und auch in der nationalen Meisterschaft reichte es nur zur Vizemeisterschaft nach der verlorenen Play-off-Finalserie gegen den Lokalrivalen und Titelverteidiger Lukoil Akademik Sofia.
In der Saison 2013/14 spielte Protić bis Mitte Dezember 2013 bei seinem Stammverein KK Borac in der serbischen Liga, bevor er zum KK Budućnost aus Podgorica wechselte, der als montenegrinischer Serienmeister auch in der ABA-Liga und im Eurocup 2013/14 vertreten ist.